# Mia Mamede
Maria Eugênia Mamede (Vitória, 24 de outubro de 1995), mais conhecida como Mia Mamede, é uma rainha da beleza brasileira, apresentadora, produtora, e filantropa. 
Em 2022, tornou-se a primeira capixaba a vencer o mais tradicional concurso de beleza brasileiro, o Miss Brasil. Em janeiro de 2023, participou do Miss Universo, que ocorreu nos Estados Unidos.

## Biografia
Mia Mamede nasceu no dia 24 de outubro de 1995 na capital do estado do Espírito Santo. Estudou jornalismo audiovisual e socioeconomia na Universidade de Nova Iorque, bem como se especializou em moda na Fashion Institute of Technology e cinema e atuação na New York Film Academy.
Já estabeleceu residência em cinco países ao longo de sua vida. Além do Brasil, ela morou no Bahrein, na China, Emirados Árabes, e nos Estados Unidos, sendo capaz de comunicar-se em cinco idiomas.
Antes de tornar-se miss, Mia Mamede foi modelo e participou de campanhas para marcas reconhecidas internacionalmente, como Tiffany. Também já atuou como atriz em curtas-metragens e em musicais na Broadway.

## Concursos de beleza

### Miss Brasil 2022
Em 2021, Mia Mamede apresentou o Miss Espírito Santo, sendo no ano seguinte convidada a representar o estado no Miss Brasil. Em 19 de julho de 2022, quando da realização da premiação, Mia a venceu e foi enfim coroada miss.

###### Resposta final
Durante o concurso de Miss Brasil, Mia Mamede, representando o Espírito Santo, respondeu com graça e eloquência a uma pergunta desafiadora sobre sua responsabilidade social como Miss Universo Brasil, diante do preocupante índice de violência contra a mulher no país. 
A pergunta foi: "Miss Espírito Santo, o Brasil é o quinto país no mundo com maior índice de violência contra a mulher. Como Miss Universo Brasil, qual é a tua responsabilidade social? Com esse termo, o que tu pretendes fazer para prevenir e combater a violência contra meninas e mulheres brasileiras?"
Mia respondeu: "A minha responsabilidade como Miss é ser um exemplo para outras mulheres. O papel da Miss vem evoluindo muito desde quando ele foi construído. A Miss do século XXI, ela tem que ser profissional, ela tem que ter uma visão, ela tem que ter um propósito, saber para o que ela veio. Ela é uma Miss empoderada. Então, eu quero ser este exemplo para outras jovens meninas. Eu quero incentivar mais mulheres a pegar posições de liderança para que elas possam fazer parte da mudança que a gente precisa. Desde mudar a educação para desconstruir o machismo enraizado que nós temos ainda nesse país. E essa educação, ela começa em casa, ela é nas escolas e ela é sim em mulheres de posições de liderança criando projetos sociais que vão atingir toda a população." 

### Miss Universo 2022
Ela representou o Brasil no Miss Universo 2022, que foi realizado no New Orleans Morial Convention Center em Nova Orleans, Louisiana, Estados Unidos em 14 de Janeiro de 2023. Mamede não conseguiu obter classificação entre as 16 semifinalistas. A vencedora da competição foi R’bonney Gabriel, dos Estados Unidos.